# Yvetta Blanarovičová

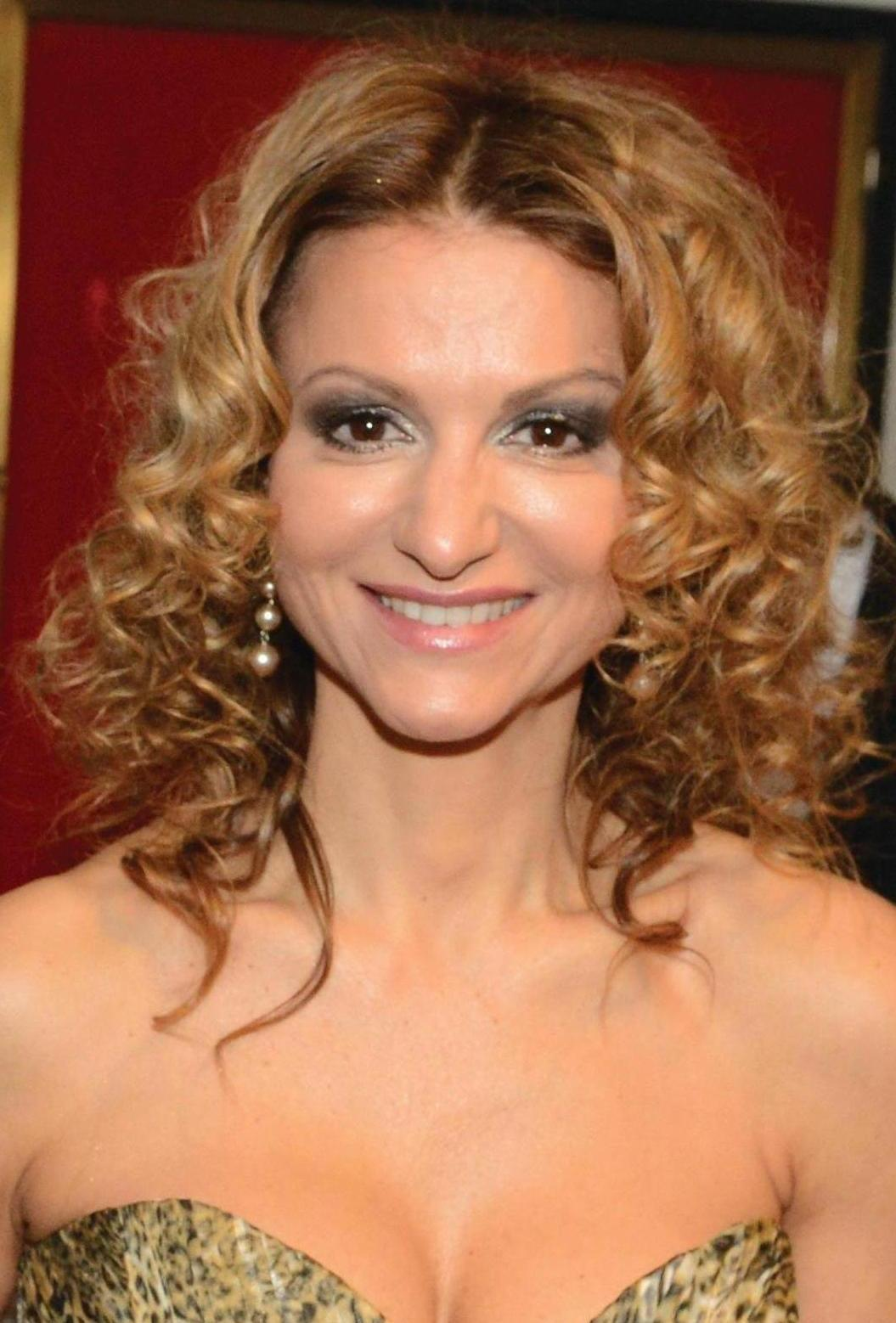
Yvetta Blanarovičová (2012)

Yvetta Blanarovičová (* 24. September 1963 in Bojnice, Tschechoslowakei) ist eine tschechische Schauspielerin.

## Leben
Yvetta Blanarovičová studierte am Žiliner Konservatorium Gesang und Violine und anschließend am Prager Konservatorium Musik und Schauspielerei. Sie debütierte schließlich am Theater und 1983 in der von Vít Olmer inszenierten Familienkomödie Stav ztroskotání auf der Leinwand. Im deutschsprachigen Raum wurde sie vor allen Dingen in Filmen wie Die Prinzessin und der fliegende Schuster, Die Mühlenprinzessin und Die Mühlenprinzessin II gesehen. Für ihre Darstellung der Teufelin in Die Mühlenprinzessin wurde sie 1995 als Beste Nebendarstellerin für den tschechischen Filmpreis Böhmischer Löwe nominiert.

## Filmografie (Auswahl)
- 1983: Stav ztroskotání
- 1985: Die Nacht des smaragdgrünen Mondes (Noc smaragdového měsíce)
- 1987: Die Prinzessin und der fliegende Schuster (O princezně Jasněnce a létajícím ševci)
- 1994: Die Mühlenprinzessin (Princezna ze mlejna)
- 2000: Die Mühlenprinzessin II (Princezna ze mlejna 2)